# Ferdinand Lessing
Pour les articles homonymes, voir Lessing.
Ferdinand Diedrich Lessing, né le 26 février 1882 à Altenessen (quartier de Essen) en Allemagne, et mort le 31 décembre 1961 à Berkeley en Californie, aux États-Unis, est un sinologue et mongoliste allemand, naturalisé américain. C'est également un spécialiste du lamaïsme. 
Il est notamment l'auteur d'un dictionnaire mongol-anglais. 

## Biographie
De 1930 à 1933, il participe à l'expédition sino-suédoise, sous la direction de Sven Anders von Hedin.

## Œuvres
- (en) Ferdinand Diederich Lessing, Sven Anders Hedin et Gösta Montell, Reports from the Scientific Expedition to the North-Western Provinces of China under the leadership of Dr. Sven Hedin 8 Ethnography 1 Yung-ho-kung : an iconography of the Lamaist Cathedral in Peking; with notes on Lamaist mythology and cult Vol. 1, Stockholm, 1942 (OCLC 832312716)
- (en) Ferdinand Diederich Lessing, Self-realization through self-deification, 1957 (OCLC 469776854)
- (en) Ferdinand Diederich Lessing, Structure and meaning of the rite called the bath of the Buddha according to Tibetan and Chinese sources, 1959 (OCLC 469776864)
- (en) Ferdinand Diederich Lessing, Mongolian-English Dictionary, Berkeley, Los Angeles, University of California Press, 1960 (OCLC 555034176)